# Iglesia de San Vitores (Grajera)
La Iglesia de San Vitores se encuentra en la localidad de Grajera, provincia de Segovia, (Castilla y León, España).

## Descripción
Se trata de una construcción barroca del siglo XVIII, con planta de cruz latina, una sola nave y crucero marcado en planta; la torre de dos cuerpos, es de época anterior.
La fachada de ingreso, de gran sobriedad, presenta un atrio adosado, en el que un gran óculo moldurado rodeado de guirnaldas es el único elemento decorativo.
Su interior conserva gran homogeneidad, con ábside y extremos del crucero con planta exedra.